# Bogusław Bogdan Słupczyński
Bogusław Słupczyński (ur. 23 lipca 1965 w Bielsku-Białej) – polski aktor, reżyser, animator i pedagog, założyciel Cieszyńskiego Studia a Teatralnego (Teatr CST) i Stowarzyszenia na rzecz Odnowy i Współistnienia Kultur „Sałasz”. Realizator projektów społeczno-kulturalnych na polsko-ukraińskim Pograniczu Kulturowym.
Absolwent (1980–1984) Liceum Ogólnokształcącego im. Komisji Edukacji Narodowej w Bielsku-Białej i Państwowa Wyższej Szkoły Teatralnej im. Aleksandra Zelwerowicza w Warszawie (1984–1988).

## Twórczość teatralna (spektakle i widowiska)

### Teatr Studio Aktorskie w Puławach (1993–1994)[1][2]
- „Bohaterowie pracy” H. Barker.
- „Tragiczne dzieje Doktora Fausta” wg Ch. Marlowe.
- „Prysły zmysły” spektakl piosenek J. Wasowskiego i J. Przybory.
- „Smirnow i inni” wg jednoaktówek A. Czechowa.
- „Kuryer piosenką ilustrowany” – spektakl piosenek dwudziestolecia międzywojennego.

### Stowarzyszenie Teatralne „Puławy” (1995–1999)[1][2]
- „Towarzysze złych dni” wg poezji Jaquesa Preverta, tłum. Jerzy Menel
- „Miejsce dokładne” wg M. Strzemskiego
- „Historia konia” wg Lwa Tołstoja

### Cieszyńskie Studio Teatralne – Teatr CST (1999–2016)[1][2]
- „...consummatum est” wg Ch. Marlowea, reżyseria
- „Książę Wislan” scenariusz i reżyseria
- „Wschodzenie” wg II i IV części „Dziadów” A. Mickiewicza, reżyseria
- „Znaki” – widowisko plenerowe, scenariusz i reżyseria
- „Droga Żywiecka” scenariusz i reżyseria
- „Kavkazkij Priviet” scenariusz i reżyseria
- „Bolko Kantor” scenariusz i reżyseria
- „Republika Bolko Kantor” scenariusz i reżyseria
- „Miasteczko” scenariusz i reżyseria
- „Szlemiel” wg I. B. Singera, reżyseria
- „Love” A. Pałyga, reżyseria
- „Dobosz” wg St. Vincenza, reżyseria
- „Ballada Gorlicka” scenariusz i reżyseria
- „Dux Poloniae Bapitizatur” scenariusz i reżyseria

## Działalność społeczno-kulturalna – Stowarzyszenie „Sałasz”
W latach 2001–2013 Słupczyński realizował z aktorami i animatorami z Teatru CST kilkanaście projektów społeczno-kulturalnych i artystycznych w kilku wsiach na pograniczu Beskidu Niskiego i Bieszczadów, nad rzeką Osławą – Mokre, Morochów, Poraż, Niebieszczany. W 2005 roku realizował projekt ''Szkoły Dziedzictwa Kulturowego Pogranicza'' – odnoszący się do polsko-ukraińsko-łemkowskiej spuścizny kulturowej.
W 2005 roku w Morochowie miała miejsce pierwsza edycja Festiwalu Teatralnego „Morochów/Mopoxib”.
Brał udział w zdjęciach do filmu o Sławomirze Worotyńskim pt. "Nieobecny". W 2018 roku wspólnie z Teatrem CST zorganizował wieczór poezji poświęcony temu poecie w bielskiej Galerii BWA. W 2020 r. wiersze Worotyńskiego, w jego wykonaniu, pojawiły się w bielskiej edycji krakowskiego Salonu Poezji.

## Nagrody
Nagrody przyznane za twórczość artystyczną i działalność społeczną:
1. Nagroda artystyczna dyrektora Teatru Polskiego Kazimierza Dejmka w Warszawie za sezon 1988/89
2. Nagroda Telewizji Polskiej za spektakl „Historia Konia” wg Lwa Tołstoja na Ogólnopolskim Festiwalu Małych Form Teatralnych w Szczecinie w 1997 roku.
3. Nagroda dziennikarzy na Łódzkich Spotkaniach Teatralnych w 1998 roku za spektakl „Historia konia”.
4. Nagroda Tadeusza Nyczka za spektakl „Historia Konia” na Suwalskich Eksploracjach Teatralnych w 1998 roku
5. I Nagroda na Festiwalu Teatrów Małych Form w Chodzieży za spektakl „Wschodzenie” Teatru CST.
6. Grand Prix na Ogólnopolskim Festiwalu Teatrów Niezależnych w Ostrowie Wielkopolskim w 2003 roku za spektakl „Wschodzenie”.
7. Międzynarodowy Festiwal Malta w Poznaniu – Nagroda Główna – Offeusz 2003
8. Nagroda w konkursie „Małe Ojczyzny – Tradycja dla Przyszłości” Fundacji Kultury w Warszawie
9. Nominacja Nagrody im. Jerzego Giedroycia w 2012 roku za działania na rzecz historycznego pojednania polsko – ukraińskiego.